# Dánská národní církev
Dánská národní církev (dánsky Folkekirken) je státní luterská církev Dánského království. V minulosti v jejím čele stál dánský panovník, ovšem podle ústavy z roku 1849 bylo toto ustanovení zrušeno. V Dánsku i Grónsku je se 4 469 109 (2011) členy nejpočetnější církví. Členy církve je asi 78,4 % všech Dánů (stav 1. ledna 2014). Na Faerských ostrovech se v roce 2007 oddělila samostatná Faerská národní církev.

## Historie
Během reformace přijal král Kristián III. luterskou víru a nechal uvěznit katolické biskupy. Na sněmu v Kodani roku 1536 byl církevní majetek vtělen pod správu královské koruny a luterská konfese prohlášena za jedinou platnou. Na místa biskupů nastoupilo v roce 1537 sedm superintendentů, kteří se krátce poté začali také nazývat biskupy.
Největší a nejdůležitější změnou bylo zavedení národního jazyka do liturgie v letech 1537–1539. V roce 1661 byla zákonem určena svrchovanost krále nad duchovními a bohoslužbami. Zákon Kristiána V. z roku 1683 tuto absolutní svrchovanost potvrdil. Za základ víry byly určeny Bible, apoštolské, nicejsko-konstantinopolské, Anatášovo a augsburské vyznání a Lutherův Malý katechismus. Katolíci museli opustit vlast: mnichům, jezuitům a katolíkům byl pobyt v zemi zakázán pod trestem smrti. Tato omezení platila kromě luterství i pro příslušníky všech ostatních protestantských náboženství. Výjimku tvořili pouze diplomaté a jejich služebnictvo. Grónské misie Moravských bratří byly tolerovány do roku 1900.  
Ústava z roku 1849 odstranila králův dohled nad církví a umožnila náboženskou svobodu. Od roku 1903 probíhal ve státní církvi demokratizační proces, který v roce 1947 vedl k povolení svěcení žen a v roce 1995 k volbě první biskupky. Od roku 2012 umožňuje dánská církev církevní požehnání stejnopohlavním párům. Velký vliv na dánskou církev v 19. století měl teolog a spisovatel Nikolaj Frederik Severin Grundtvig.
Do roku 2007 měla dánská církev 12 biskupství (diecézí). V roce 2005 získalo biskupství na Faerských ostrovech samostatnost a v roce 2007 během státního svátku Ólavsøka byla založena samostatná Faerská národní církev.

## Organizace
V dánské ústavě je zakotveno, že vládce musí být luterského vyznání. V administrativních a neteologických otázkách má oprávnění vydávat zákonná nařízení dánský parlament Folketing a ministerstvo církve založené roku 1916 (od 2011 Ministerstvo pro rovnost a církev – Ministerium for ligestilling og kirke) je příslušné k jejich provádění.
Ústřední církevní správa neexistuje, pouze pro ekumenické vztahy v Dánsku i zahraničí je ustavena Mezicírkevní rada (Folkekirkens mellemkirkelige råd). K evidenci narození a úmrtí je oprávněné ministerstvo církve, nezávislé na církevním společenství. Obecní úřady v jednotlivých církevních obcích tak provádějí matriční agendu.
Biskupství jsou v teologických otázkách samostatná. Vedení biskupství náleží biskupům společně se státem dosazenými správními řediteli (stiftamtmand). Biskupská rada (stiftsråd) se skládá z farářů a církevních představených, kteří mají významné slovo. Biskupové jsou voleni faráři a církevními představenými a poté jmenováni královnou. Kodaňský biskup má mezi biskupy postavení primus inter pares a zahajuje jednání.
Biskupství jsou rozdělena na proboštství, které tvoří spojovací článek mezi obcemi a biskupem. V 11 biskupstvích včetně Grónska je celkem 111 proboštství a 2200 náboženských obcí.
Dánská církev je členkou Světové rady církví, Světové luterské federace, Konference evropských církví a Společenství evangelických církví v Evropě.
| Přehled dánských biskupství | Přehled dánských biskupství   |
| biskupství                  | katedrální kostel             |
| --------------------------- | ----------------------------- |
| Aalborg                     | Sct. Budolfi Domkirke Aalborg |
| Fünen                       | Sankt Knuds Kirke             |
| Haderslev                   | Haderslev Vor Frue Domkirke   |
| Helsingør                   | Sct. Olai Domkirke Helsingør  |
| Kodaň                       | Vor Frue Domkirke København   |
| Lolland-Falster             | Maribo Domkirke               |
| Ribe                        | Vor Frue Domkirke Ribe        |
| Roskilde                    | Roskilde Domkirke             |
| Viborg                      | Vor Frue Domkirke Viborg      |
| Aarhus                      | Skt. Clemens Domkirke Aarhus  |
| Grónsko                     | Vor Frelser Kirke Nuuk        |

## Dánská církev v zahraničí
Tzv. Dánská námořní a zahraniční církev (Danske Sømands- og Udlandskirker) je odnoží státní církve, která zahrnuje církevní obce mimo území Dánska. Nejvýznamnější je církev v jižním Šlesvicku, které hraničí přímo s Dánskem, čítající 35 církevních obcí se zhruba 6800 členy. Jedna obec působí v Austrálii, tři v Asii, čtyři v Jižní Americe a sedm v Severní Americe. Několik obcí je také v Evropě – Německu (Hamburk, Berlín), Švýcarsku (Ženeva), Rakousku nebo Francii (Dánský kostel v Paříži).